# GOLDEN☆BEST 牧村三枝子
『GOLDEN☆BEST 牧村三枝子』（ゴールデン・ベスト まきむらみえこ）は、牧村三枝子のベスト・アルバム。2004年6月2日発売。発売元はユニバーサルミュージック。

## 解説
各レコード会社から発売されているゴールデン☆ベストシリーズの中の1枚。リマスタリングされた音源が収録された廉価盤ベストアルバム。代表曲「みちづれ」などを収録。
牧村は『NHK紅白歌合戦』に計4回出演しているが、そのうち第33回（1982年）に歌った「くちなしの花」は渡哲也の曲のカヴァーであるため、当ベスト盤には未収録である。また、第35回（1984年）に歌った「冬支度」も未収録である。

## 収録曲
1. みちづれ　（4:10）
第32回NHK紅白歌合戦 歌唱曲
元々は渡哲也の持ち歌であった。渡に「歌わせて欲しい」と直接相談したところ、快く承諾してくれたという。また、「牧村三枝子の曲」として浸透するようにと慮り、渡自身は歌う事を一時封印していた（牧村談）。この男気に感謝してか、2002年頃に肝硬変など重病を患ってから、2年後に退院した後、女性週刊誌でのインタビューでは「渡さんが一生涯の理想の男性」と、未婚でいる理由を述べた。
作詞は、1960年代に西田佐知子「アカシアの雨がやむとき」「東京ブルース」、1990年代に川中美幸「二輪草」など、幅広い年代で大ヒット作を生んでいる水木かおる。
2. 夫婦きどり　（3:21）
3. あなたの妻と呼ばれたい　（3:46）
4. 友禅流し　（4:41）
石川県金沢市の伝統工芸品「加賀友禅」をテーマにしたご当地ソング。牧村自身『みちづれ』に次ぐロングヒットとなった。
5. 花あかり　（4:25）
渡哲也とのデュエット・ソング。『GOLDEN☆BEST 渡哲也』にも収録されている。
6. 一ぱいのお酒　（4:41）
7. 月洩るる窓の下で　（4:57）
8. 樹氷の宿　（4:17）
第34回NHK紅白歌合戦 歌唱曲
9. 嫁ぐ日に　（4:39）
10. 夾竹桃　（3:44）
11. 螢川　（5:11）
12. いち抜けた　（2:51）
13. 赤提灯の女　（3:56）
14. 花あかり 〜ワルツ〜　（4:10）
15. 少女は大人になりました　（4:02）
16. みちづれ （オリジナル・カラオケ）　（4:10）
17. 友禅流し （オリジナル・カラオケ）　（4:41）